# Вякшенер
 Вякшенер  — село в Тоншаевском районе Нижегородской области.

## География
Расположено на расстоянии примерно 16 км на юг-юго-восток по прямой от районного центра посёлка Тоншаево.

## История
Упоминается с 1793 года как починок Савастьянов, с 1821 года деревня Вякшенер. В 1872 году здесь (починок Вякшенер или Савастьянов) было учтено дворов 9 и жителей 75. В 1902-04 годы в деревне 25 дворов, 188 жителей. В советское время работали колхоз «Новая жизнь», совхоз «Вякшенерский», позже СПК «Родина». С 2004 по 2020 год административный центр Ложкинского сельсовета.

## Население
Постоянное население составляло 250 человек (русские 95%) в 2002 году, 269 в 2010.